# Плавшинаць
Плавшинаць (хорв. Plavšinac) — населений пункт у Хорватії, у Копривницько-Крижевецькій жупанії у складі громади Новіград-Подравський.

## Населення
Населення за даними перепису 2011 року становило 140 осіб.
Динаміка чисельності населення поселення: